# Dekanat Sępólno Krajeńskie
Dekanat Sępólno Krajeńskie – jeden z dwudziestu jeden dekanatów w rzymskokatolickiej diecezji bydgoskiej.

## Parafie
W skład dekanatu wchodzi 8 parafii (kolejność według dat erygowania parafii):
| Lp | Miejscowość / parafia                                              | Rok erygowania | Patron                                                        | Odpust parafialny                          | Uwagi | Zdjęcie |
| -- | ------------------------------------------------------------------ | -------------- | ------------------------------------------------------------- | ------------------------------------------ | --- | ------- |
| 1  | Sępólno Krajeńskie św. Bartłomieja Apostoła                        | XIII w.        | św. Bartłomiej Apostoł                                        | 24 sierpnia (niedziela), Niedziela Palmowa | kościół parafialny zbud. w l. 1799-1812, przebudowany w l. 1926-1927 (w rejestrze zabytków); kaplica filialna w Niechorzu; na terenie parafii znajduje się Stacja Opieki Długoterminowej Caritas; www                                                                 |         |
| 2  | Sypniewo św. Katarzyny Aleksandryjskiej                            | XIII-XIV w.    | św. Katarzyna Aleksandryjska                                  | 25 listopada 16 maja (Iłowo)               | Ryglowy kościół parafialny z 1781 roku (w rejestrze zabytków); kościół filialny św. Andrzeja Boboli w Iłowie |         |
| 3  | Więcbork Wniebowzięcia NMP i św. Apostołów Szymona i Judy Tadeusza | 1405           | Wniebowzięcie NMP św. Szymon Apostoł św. Juda Tadeusz Apostoł | 15 sierpnia 28 października                | Barokowy kościół parafialny z 1778 roku (w rejestrze zabytków); w parafii znajduje się dom zakonny i kaplica Sióstr Franciszkanek od Pokuty i Miłości Chrześcijańskiej, kaplice filialne: w Zbożu, przy DPS w Suchorączku i przy szpitalu powiatowym w Więcborku; www |         |
| 4  | Wąwelno św. Marii Magdaleny                                        | XIV w.         | św. Maria Magdalena                                           | 22 lipca 23 kwietnia (Tonin)               | Kościół parafialny z 1767 roku (w rejestrze zabytków); w ołtarzu głównym obraz NMP – Matki Bożej Wawelskiej oraz gotycka figura MB z Dzieciątkiem (tzw. Madonna Krzyżacka); kościół filialny św. Wojciecha w Toninie; www                                             |         |
| 5  | Wielowicz św. Jakuba Apostoła                                      | 1747           | św. Jakub Większy Apostoł                                     | 25 lipca                                   | Kościół parafialny w konstrukcji szachulcowej wypełnionej cegłą i gliną z przełomu XVII i XVIII w., rozbudowany w 1910 roku; www |         |
| 6  | Lutowo św. Wawrzyńca                                               | 1866           | św. Wawrzyniec z Rzymu                                        | 16 lipca 3 maja (L.) 8 grudnia (K.)        | Kościół parafialny w Lutowie zbud. w l. 1928-1929, kaplice filialne: NMP Królowej Polski w Lutówku (zbud. w l. 80. XX w.) i Niepokalanego Poczęcia NMP w Kawlach; www                                                                                                 |         |
| 7  | Sitno św. Józefa                                                   | 1972           | św. Józef z Nazaretu                                          | 19 marca                                   | Parafia obsługiwana przez proboszcza z parafii św. Maksymiliana Kolbego w Pęperzynie; kościół parafialny poewangelicki z 1898 (w rejestrze zabytków) |         |
| 8  | Pęperzyn św. Maksymiliana Kolbego                                  | 1979           | św. Maksymilian Maria Kolbe                                   | 14 sierpnia                                | Kościół parafialny poewangelicki z 1778 roku (w rejestrze zabytków) |         |